# Trana (Piemont)
Trana (piemontesisch Tran-a) ist eine Gemeinde in der italienischen Metropolitanstadt Turin (TO), Region Piemont.

## Lage und Einwohner
Trana liegt rund 30 km westlich von der Provinzhauptstadt Turin. Der Ort liegt auf einer Höhe von 372 m über dem Meeresspiegel. Das Gemeindegebiet umfasst eine Fläche von 16 km² und hat 3749 Einwohner (Stand 31. Dezember 2023).
Die Nachbargemeinden sind Avigliana, Giaveno, Reano, Sangano, Piossasco und Cumiana.

## Geschichte

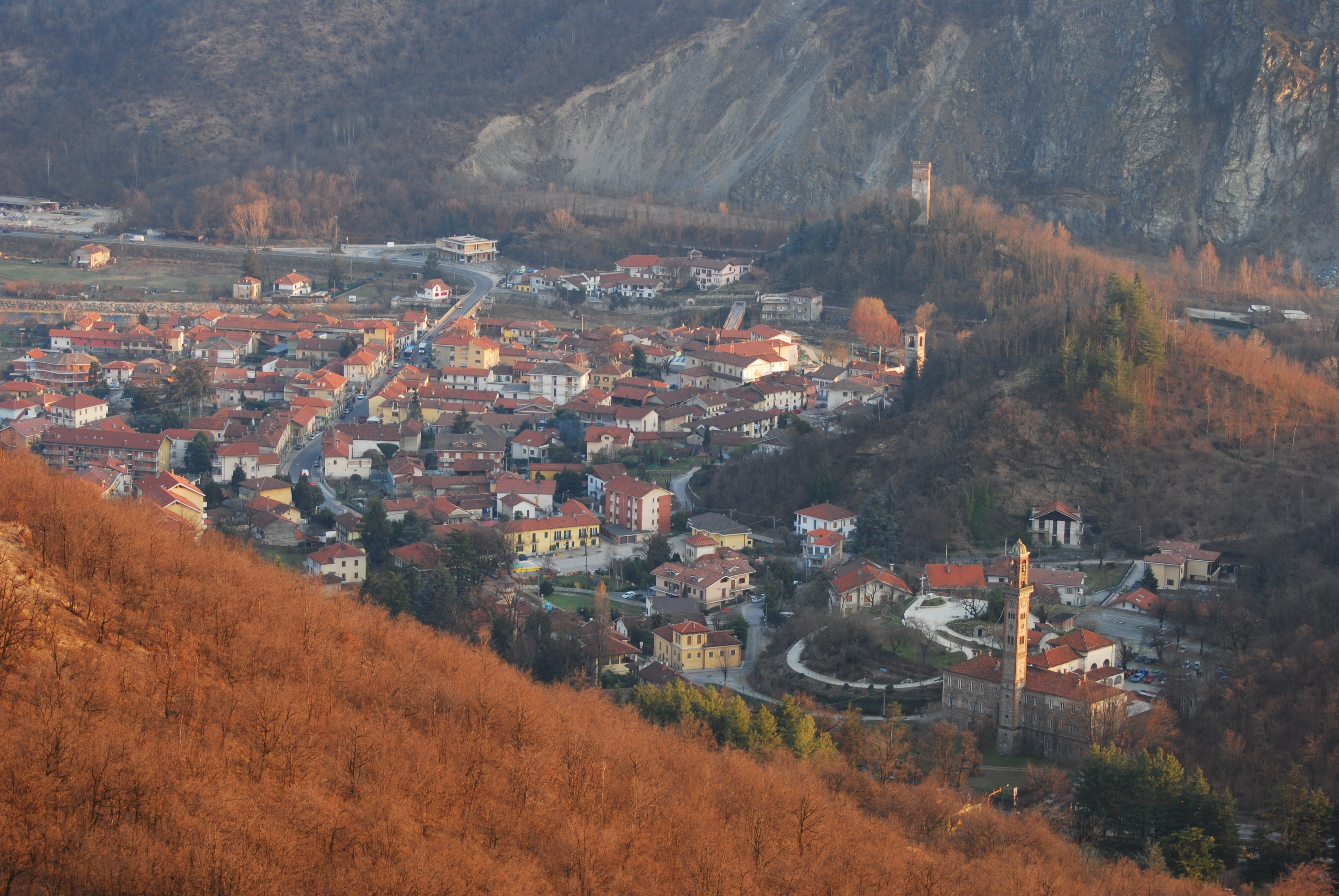
Panorama

Der Ortsname erscheint in seiner heutigen Form in Dokumenten, die einem sehr langen Zeitraum vom 11. bis 16. Jahrhundert zuzuordnen sind. Der Ursprung und die Bedeutung des Namens sind noch unbekannt, obwohl die zuverlässigste Hypothese diejenige zu sein scheint, die sich auf „tranare“ bezieht, was „schleppen“ bedeutet. Das Dorf hat einen sehr alten Ursprung, wie die Existenz von Kapellen auf seinem Gebiet zeigt, die ab der späten Römerzeit zur Verbreitung des Christentums errichtet wurden. Im Mittelalter war es Teil der Kastellanei Rivalta, deren Herren die Orsini waren, und die später vielen anderen Adelsfamilien gehörte, darunter den Gromis, die von Herzog Vittorio Amedeo I., seinem Nachfolger, die Belehnung mit dem Grafentitel erhielten.
Von 1882 bis 1958 wurde Trana von der Straßenbahn Turin-Orbassano-Giaveno bedient.

## Sehenswürdigkeiten
- Der Orsini-Turm, der berühmte viereckige Turm mit einer Höhe von dreißig Metern, der einzige erhaltene Teil des befestigten Komplexes, der bereits im 10.–11. Jahrhundert existierte und von der französischen Armee unter dem Kommando von Catinat Ende des 17. Jahrhunderts zerstört wurde
- Die Pfarrkirche Mariä Geburt im toskanischen Stil, 1621 erbaut und 1880 erweitert.
- Das Heiligtum Unserer Lieben Frau vom Stern, das in der zweiten Hälfte des 18. Jahrhunderts an der Stelle einer alten romanischen Kirche erbaut wurde, in der der Überlieferung nach drei Dorfbewohnern die Madonna erschien, und die Kapelle der Madonna delle Grazie.
- In den Dörfern gibt es weitere wertvolle Werke, wie die Villa Ratti, ein Gebäude mitten im Grün eines botanischen Gartens, und die Kapelle Santa Teresa d'Avila aus dem 18. Jahrhundert.